# Михальченко Ірина Станіславівна
Іри́на Станісла́вівна Михал́ьченко (* 1972) — українська легкоатлетка-стрибунка у висоту; майстер спорту міжнародного класу. Переможниця Кубку Європи-2002 Анесі (Франція)

## Життєпис
Проживає в місті Київ.
1994 року встановила рекорд України серед юніорів — 196 см (покращений 2018 року Юлією Левченко).
Учасниця Чемпіонату Європи з легкої атлетики в приміщенні-1996; тринадцята позиція.
Переможниця Чемпіонату України з легкої атлетики-1997 ,1998,2000,2002,2005,2006 та Чемпіонатів України у приміщенні -1996, 1998, 1999, 2006.
Учасниця Чемпіонату світу з легкої атлетики в приміщенні-1997; 21 позиція.
Учасниця Чемпіонату Європи з легкої атлетики-1998; тринадцята позиція.
Переможниця Мирових ігор військовослужбовців -1999 .Учасниця Літньої Універсіади-1999 — 6 місце та Чемпіонату світу з легкої атлетики-1999 — 14 позиція.
На Літніх Олімпійських іграх-2000 — 29 позиція.
Переможниця Кубку Європи -2002 в Анесі
На Чемпіонаті Європи з легкої атлетики в приміщенні-2002 — 9 позиція. Того ж року на Чемпіонаті Європи з легкої атлетики-2002 — 9 позиція.
На Чемпіонаті світу з легкої атлетики в приміщенні-2003 — п'ята сходинка.
На Літніх Олімпійських іграх-2004 — п'ята позиція. Мировой легкоатлетичний фінал у Монако — 3-я позиція
Учасниця Чемпіонату світу з легкої атлетики-2005 — 12-та сходинка
Мировой легкоатлетичний фінал Монако -2005 -друга сходинка
На Чемпіонаті Європи з легкої атлетики-2006 — 6-та позиція.